# Ommerenveld
Ommerenveld (51° 56′ N, 5° 29′ L) é uma vila dos Países Baixos, na província de Guéldria. Ommerenveld pertence ao município de Buren, e está situada a 6 km, a nordeste de Tiel.
A área de Ommerenveld, que também inclui as partes periféricas da cidade, bem como a zona rural circundante, tem uma população estimada em 320 habitantes.